# 합하
합하(閤下)는 왕세손이나 대원군을 높여 부르던 2인칭 칭호이다.

## 개요
합하는 왕세손이나 대원군을 가리키는 호칭이지만 정일품(영의정, 좌의정, 우의정) 벼슬아치를 이르기도 하였다. 대표적으로 조선말기 흥선대원군을 '대원위 합하'라 불렀다는 기록이 있다.

## 같이 보기
- 폐하
- 전하 (호칭)
- 저하
- 각하 (호칭)
- 성하 (호칭)